# Canal Imperial de Aragón
Canal Imperial de Aragón är en kanal i Spanien. Den ligger i den nordöstra delen av landet, 280 km öster om huvudstaden Madrid.